# Fernunterrichtsschutzgesetz
Das Gesetz zum Schutz der Teilnehmer am Fernunterricht (Fernunterrichtsschutzgesetz – FernUSG) regelt in Deutschland Rechte und Pflichten der Anbieter und Teilnehmer beim Fernunterricht. Es wurde vom Deutschen Bundestag am 24. August 1976 erlassen und trat am 1. Januar 1977 in Kraft.
Das Gesetz bestimmt unter anderem, dass Fernlehrgänge einer staatlichen Zulassung bedürfen, und definiert umfassende Informations- und Vertragspflichten für zulassungspflichtige Fernlehrgänge. Inhaltlich wird der Fernunterricht im Rahmen der Zuständigkeit der Länder durch einen Staatsvertrag über das Fernunterrichtswesen ausgestaltet.
Fernunterricht im Sinne dieses Gesetzes ist die auf vertraglicher Grundlage erfolgende, entgeltliche Vermittlung von Kenntnissen und Fähigkeiten, bei der der Lehrende und der Lernende ausschließlich oder überwiegend räumlich getrennt sind und der Lehrende oder sein Beauftragter den Lernerfolg überwachen; klassischer Fernunterricht fällt hierunter ebenso wie E-Learning-Angebote.
Nach dem Staatsvertrag der Länder über das Fernunterrichtswesen ist die zuständige Behörde u. a. für die Erteilung von Zulassungen die Staatliche Zentralstelle für Fernunterricht (ZFU) in Köln.